# شهرستان جفرسون (ایلینوی)
شهرستان جفرسون، (به انگلیسی: Jefferson County) شهرستانی در ایالت ایلی‌نوی ایالات متحده امریکا و بر طبق سرشماری ۲۰۱۰ این شهرستان ۳۸۸۲۷ نفر جمعیت داشته‌است.
طبق سرشماری ۲۰۱۰، مساحت این شهرستان ۱۵۱۲ کیلومتر مربع وسعت داشته که از این مقدار ۲٫۱۶ درصد آب و ۹۷٫۸۴ درصد خشکی می‌باشد.
این شهرستان در ۱۸۱۹ از شهرستان‌های وایت، ادواردز و فرانکلین جدا شده‌است. این شهرستان نام خود را از توماس جفرسون یکی از بنیانگذاران ایالات متحده، و سومین رئیس‌جمهور امریکایی گرفته‌است.
همسایگان این شهرستان عبارتند از:
- شمال: شهرستان ماریون
- شمال‌شرق: شهرستان وینه
- شرق:
- جنوب‌شرق: شهرستان همیلتون
- جنوب: شهرستان فرانکلین
- جنوب‌غرب: شهرستان پری
- غرب: شهرستان واشینگتن
- شمال‌غرب:

راه‌های اصلی این شهرستان:
1. بزرگراه میان‌ایالتی ۵۷
2. بزرگراه میان‌ایالتی ۶۴
3. بزرگراه ۵۱ ایالات متحده
4. جاده ۱۵ ایلی‌نوی
5. جاده ۳۷ ایلی‌نوی
6. جاده ۱۴۲ ایلی‌نوی
7. جاده ۱۴۸ ایلی‌نوی
8. جاده ۲۵۱ ایلی‌نوی

## شهرها
- سنترالیا، ایلی‌نوی
- مونت ورنون، ایلی‌نوی، مرکز شهرستان
- ناسون، ایلی‌نوی

## نگارخانه

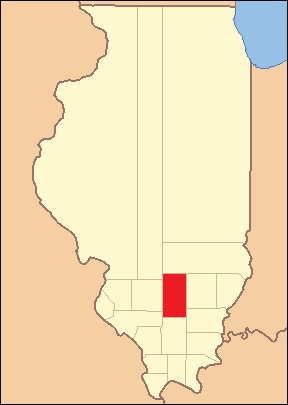
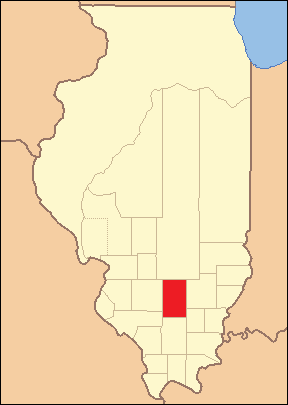
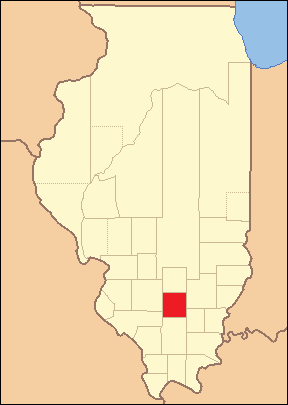